# Томас, Курт (композитор)
Курт Георг Гуго Томас (нем. Kurt Georg Hugo Thomas; 25 мая 1904, Тённинг, Германская империя — 31 марта 1973, Бад-Энхаузен, ФРГ) — немецкий композитор, дирижёр и музыкальный педагог.

## Биография
Родился в Тоннинге. В 1910 году, вместе с семьёй, переехал в Леннеп. С 1913 по 1922 год учился в гимназии имени Рентгена в Ремшайде. 21 апреля 1922 года поступил на юридический и музыкальный факультеты Лейпцигского университета. Окончив обучение в 1925 году, устроился преподавателем теории музыки в Государственной консерватории в Лейпциге. В 1927 году получил Бетховенскую премию Прусской академии художеств за опус №1 «Месса ля минор». В 1928 году при посредничестве Карла Штраубе занял место преподавателя композиции и руководителя хора Лейпцигского института церковной музыки. Гастролировал по Германии с хором «Мадригал», ныне переименованным в «Курт-Томас-Кантореи». С 1934 по 1939 год служил профессором хорового дирижирования в Академическом университете музыки в Берлине.
Сотрудничал с нацистским режимом. Сохранилась его жалоба в Музыкальную палату Рейха от 6 ноября 1935 года, в которой Томас написал, что, несмотря на то, что является «полным арийцем» в смысле Нюрнбергских законов, он был включён в еврейскую музыкальную азбуку Брюкнера, в то время как «стопроцентный представитель еврейского бескультурья, такой, как Курт Вайль, пропал из неё без вести». В 1936 году Томас сочинил олимпийскую кантату для Олимпийских игр в рамках музыкального конкурса, организованного Музыкальной палатой Рейха. За это сочинение Геббельс наградил его серебряной медалью. В 1940 году композитор вступил в НСДАП и получил членский номер 7 463 935.
С 1939 по 1945 год Томас был директором музыкальной гимназии во Франкфурте-на-Майне. Его выпускниками были хормейстеры Хайнц Генниг и Ганс Иоахим Роцш, дирижёр Вольфганг Торммер, музыкальный педагог Отто Вернер Мюллер, композиторы Карлос Вергофф, Альфред Кёрппен, Вольфганг Паске, Вольфганг Шоор, Зигфрид Штрохбах, пианист Гюнтер Людвиг, джазовый музыкант Пол Кун, органист Михаэль Шнайдер, виолончелисты Клаус Шторк и Ганс Эрик Декерт, певец Гельмут Кречмар и актёр Ганс Кларин.
С 1947 по 1955 год Томас был профессором Музыкальной академии Северо-Запада Германии, ныне Музыкального университета Детмольда. Его учениками в этом заведении по классу дирижирования и хорового дирижирования были композиторы Манфред Клюге, Дитер де ла Мотт и Герд Закер, а также церковные музыканты Александр Вагнер и Герман Кройц. С 1945 по 1957 год Томас также служил кантором в церкви Трёх волхвов во Франкфурте-на-Майне .
В 1956 году он стал преемником Гюнтера Рамина на посту директора хора мальчиков в церкви Святого Фомы в Лейпциге. Он занял эту должность 1 апреля 1957 года и подал в отставку через четыре года, когда хору запретили концертный тур в Западную Германию, запланированный на декабрь 1960 года, по политически мотивированным причинам. Томас вернулся в Западную Германию в ноябре того же года и дирижировал хоровыми концертами Кёльнского общества Баха в Кёльне с 1961 по 1968 год. Кроме того, в 1961 году он взял на себя управление только что основанным хором «Франкфутер Кантореи», которым руководил до 1969 года. В 1965 году он также был принят на место профессора в Любеке.
Томас наиболее известен своими хоровыми произведениями. По мнению музыковедов, его композиционные работы открывают путь евангелической церковной музыке XX века. В группе «Сочинения для сольного или хорового пения с фортепиано или инструментальным сопровождением или без» Томас завоевал серебряную медаль с «Кантатой к Олимпиаде 1936 года», опус №28. Текст кантаты написал Карл Брёгер из Нюрнберга. Курт Томас является автором трёхтомного учебника по управлению хором, который выдержал несколько изданий. В 1991 году учебник был издан в новой редакции.
Поведение Томаса во время нацистского режима в Германии вызывает споры из-за его работы в качестве директора музыкальной гимназии во Франкфурте-на-Майне, которая считалась элитной школой и показательным проектом нацистов. По этой причине репетиционный зал в новом хоровом доме во Франкфурте-на-Майне не получил имя композитора. Также было отказано в установке ему мемориальной доски на церкви Трёх волхвов. Однако 8 мая 2006 года доска всё же была установлена решением церковного совета прихода Трёх волхвов, в знак признания служения Томаса в этой церкви. Композитор был похоронен на кладбище Берлебек недалеко от Детмольда. Томас был женат. Он является отцом виолончелиста и композитора Вернера Томаса-Мифунэ (род. 1941).

## Аудиозаписи
- Sanctus — Kurt Thomas (1904—1973) — Курт Томас. «Свят, свят, свят» в исполнении Винсбахского хора мальчиков[англ.] в 1974 году.